# جامعة همدرد (باكستان)
جامعة همدرد (بالأردية: جامعہ ہمدرد) هي جامعة خاصة بحثية باكستانية حرمها الجامعي الرئيسي في كراتشي بالإضافة لحرم جامعي ثان في العاصمة إسلام آباد. أسسها فاعل الخير حكيم محمد سعيد صاحب مؤسسة همدرد عام 1991.
جامعة همدرد هي واحد من أقدم المؤسسات الخاصة التي تقدم برامج للدراسات العليا في باكستان، وهي أكبر جامعة بحثية خاصة في كراتشي من ناحية مساحة الحرم الجامعي الذي تبلغ مساحته 350 آكرا.
الجامعة فيها عدد من الكليات وفيها برامج للدراسات الأولية والعليا ومن هذه الكليات الهندسة والصيدلة والطب والعلوم والحاسبات وعلوم الإدارة والقانون وغيرها.

## صور الجامعة

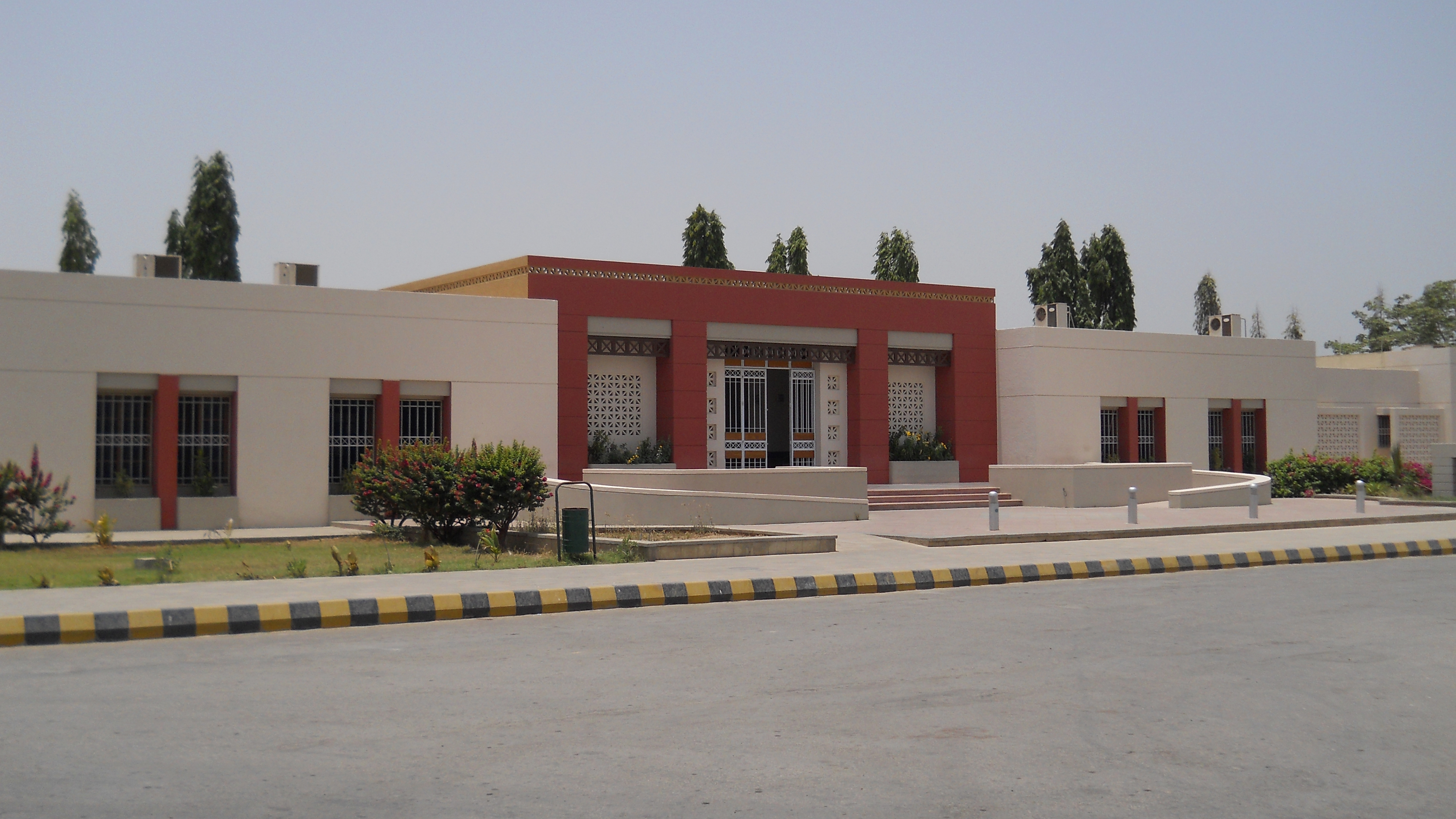
البناية السابقة لكلية العلوم الإدارية، حاليا بناية كليتي الطب وطب الأسنان
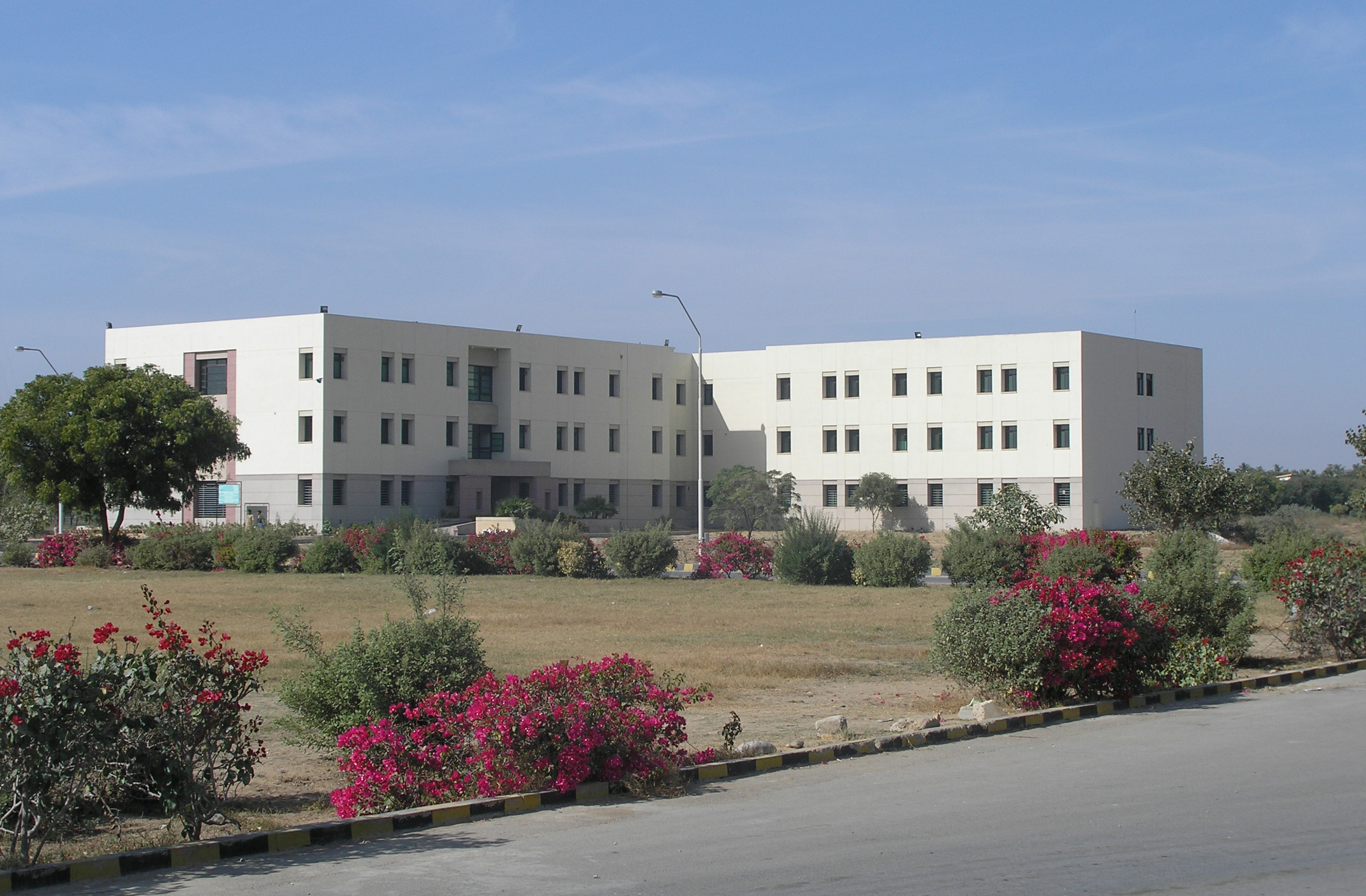
كلية الطب الشرقي في كراتشي
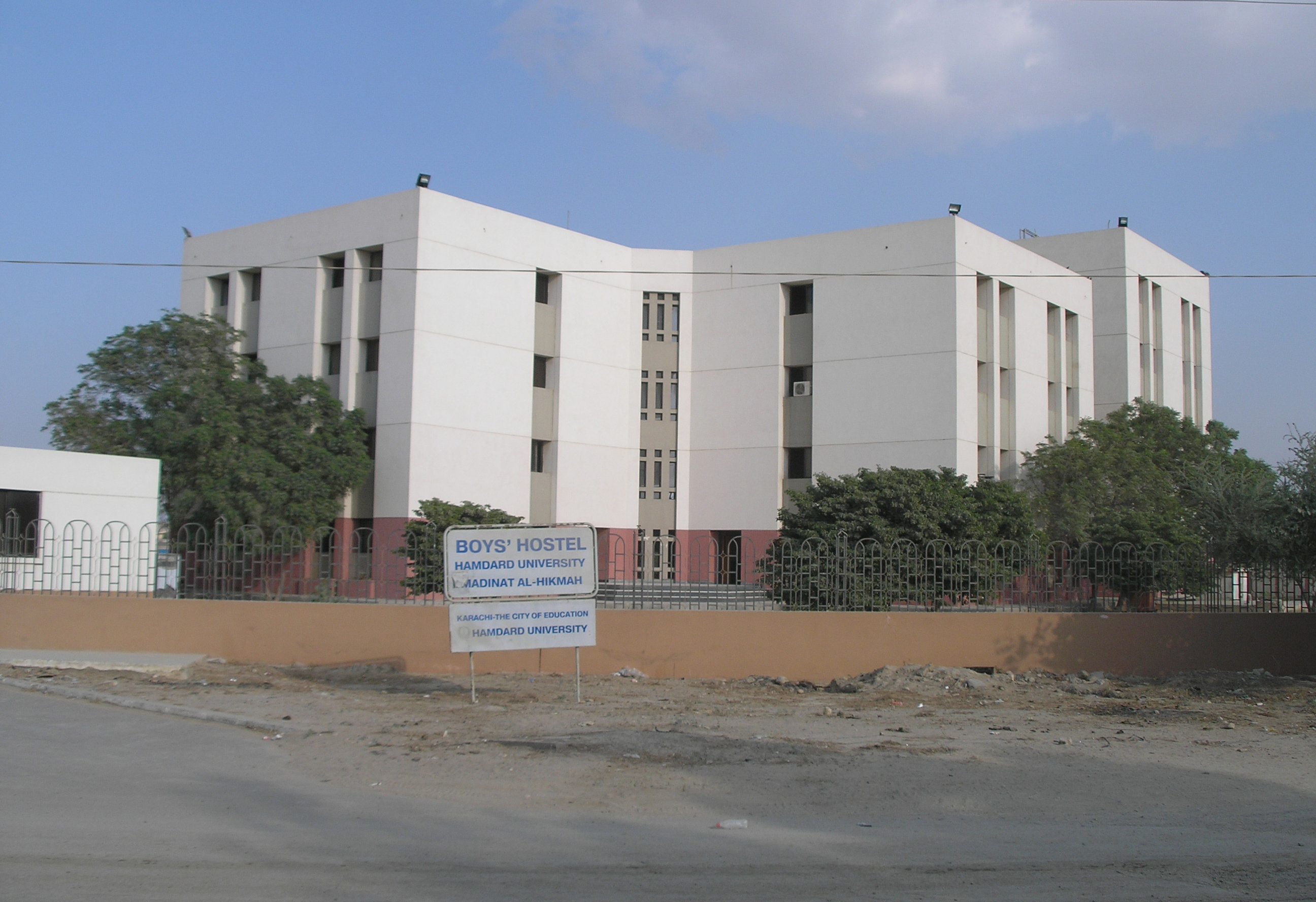
القسم الداخلي للطلاب الذكور في الحرم الجامعي في كراتشي
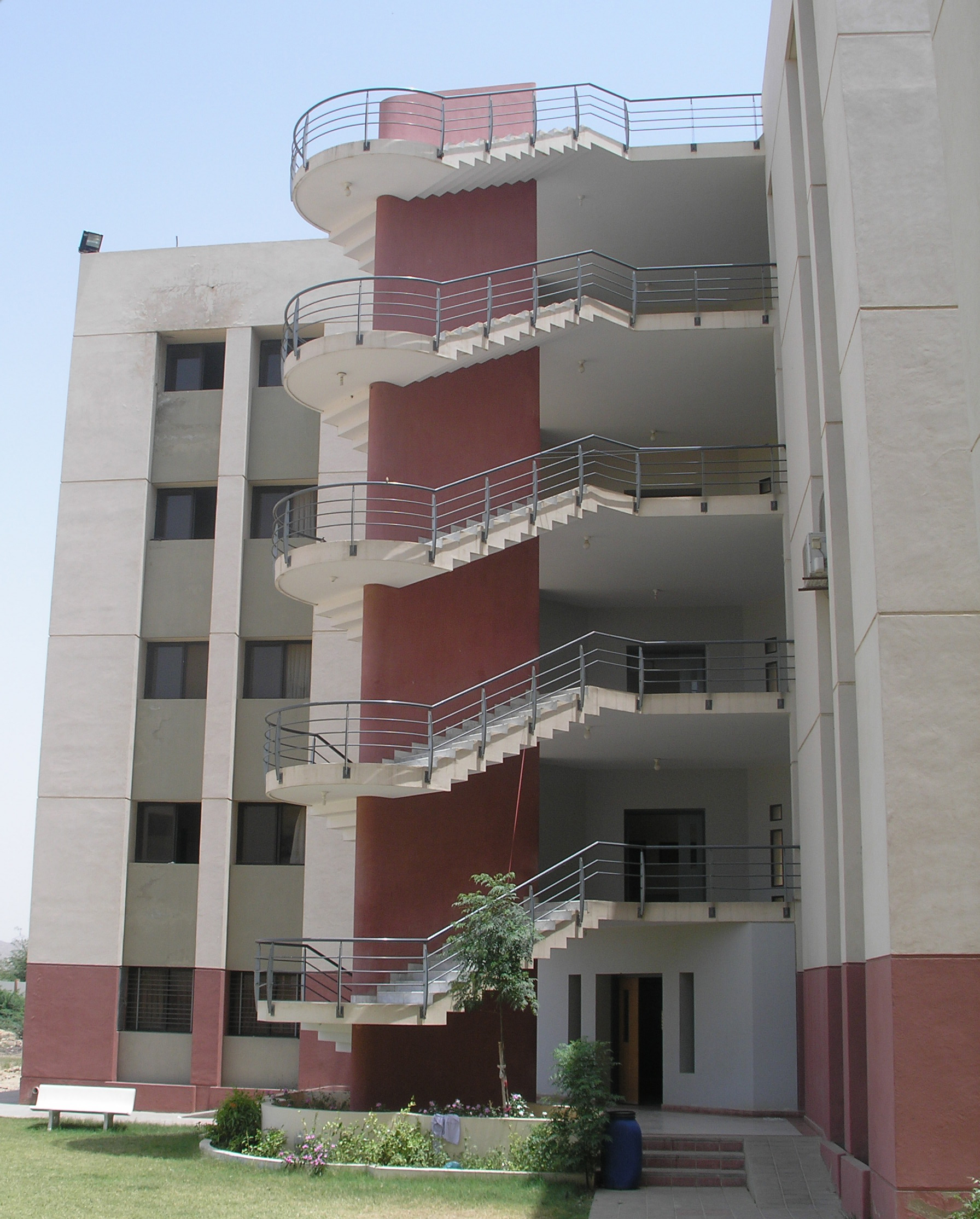
القسم الداخلي للطلاب الذكور في الحرم الجامعي في كراتشي
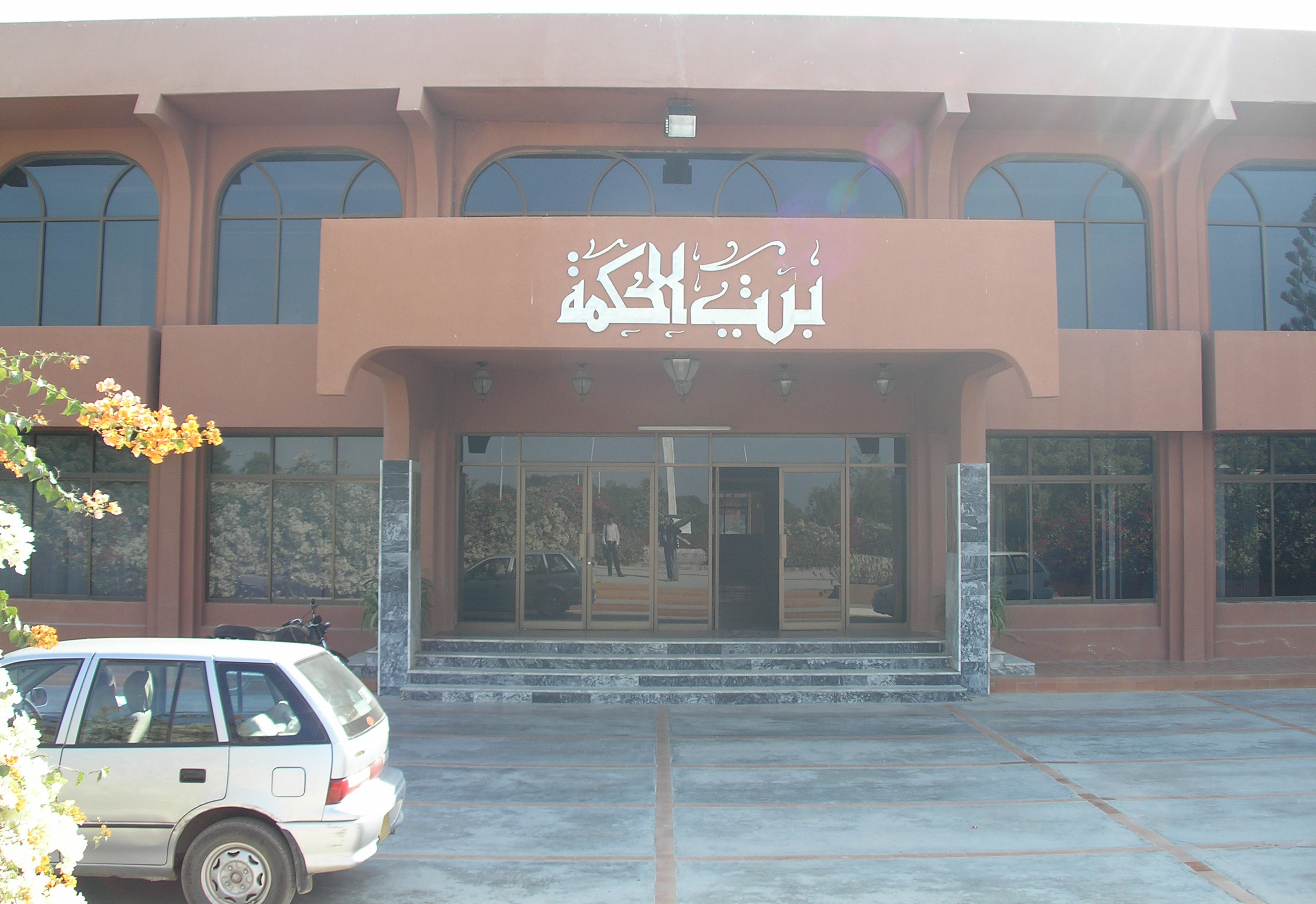
مكتبة بيت الحكمة، وهي المكتبة الرئيسية للجامعة
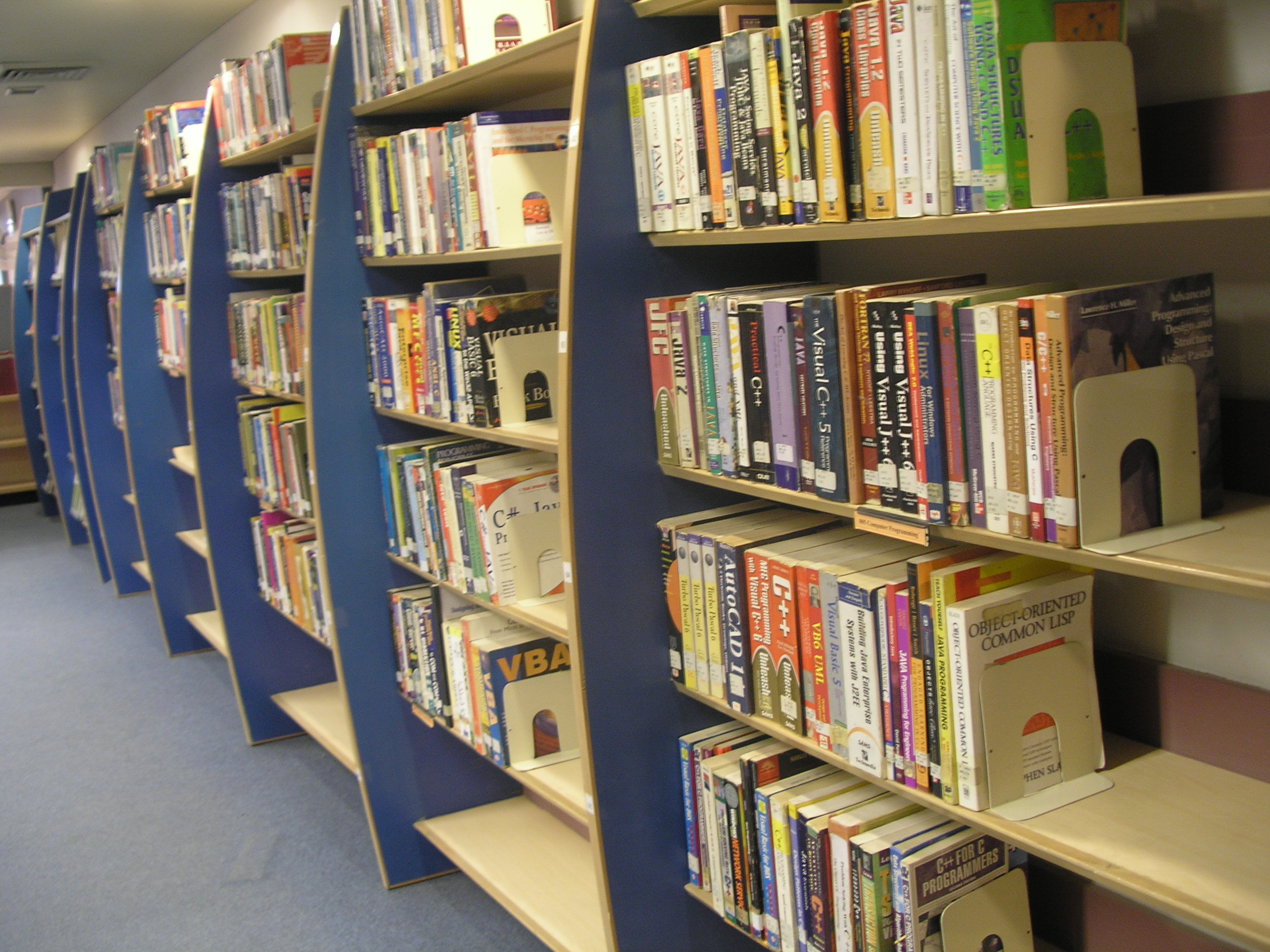
مكتبة معهد همدرد للهندسة والتكنولوجيا (HIIT)

## روابط خارجية
- الموقع الرسمي